# Vorca
Vorca (más néven Várca; románul: Vorța) település Romániában, Erdélyben, Hunyad megyében.

## Fekvése
Marosillyétől északra, Viszka, Baresd és Valealunga közt fekvő település.

## Története
Nevét 1468-ban említette először oklevél p. Warcza; p. Worcza néven, mint Illye város birtokát.
1733-ban Wortza, 1750-ben Vorcza, 1805-ben Vortza, 1808-ban Vorcza ~ Várcza, 1861-ben Vorcza, 1913-ban Vorca néven írták.
A trianoni békeszerződés előtt Hunyad vármegye Marosillyei járásához tartozott.
1910-ben 643 lakosából 19 magyar, 624 román volt. Ebből 624 görögkeleti ortodox volt.